# Santa Marcela
Santa Marcela (Bayan ng Santa Marcela), es un municipio filipino de quinta categoría perteneciente a  la provincia de Apayao en la Región Administrativa de La Cordillera, también denominada Región CAR.

## Geografía
Tiene una extensión superficial de 196.32 km² y según el censo del 2007, contaba con una población de 11.731 habitantes y 1.995 hogares; 12.010 habitantes el día primero de mayo de 2010

### Barangayes
Santa marcela se divide administrativamente en 13 barangayes o barrios, todos de carácter rural.
| - Barocboc - Consuelo - Imelda (Sipa Annex) - Malekkeg | - Marcela (Población) - Nueva - Panay - San Antonio | - Sipa Proper - Emiliana - San Carlos - San Juan | - San Mariano |

## Historia
Pudtol, Flora y Santa Marcela, originalmente formaban parte de municipio de  Luna de Apayao.
La provincia de Kalinga-Apayao fue dividida en dos el año 1995: Kalinga y Apayao.